# Мусієнко Іван Іванович
Іван Іванович Мусієнко (*30 серпня 1957 - 5 листопада 2020) — вчений у галузі військової справи. Кандидат військових наук (2000), доцент (2004), професор. Генерал-майор. Почесний Академік АН ВШ України (2010). Ректор Національної академії Служби безпеки України (2013–2014). Заслужений юрист України.

## Біографія
Народився у селі Калабарок Новогеоргіївського району Кіровоградщині. У 1978 р. закінчив Сумське вище артилерійське командне училище, 1982 р. — Вищі курси військової контррозвідки Комітету державної безпеки СРСР, 1987 р. — спеціальні курси керівного та оперативного складу КДБ СРСР зі знанням східної мови, 1993 р. — Міжгалузевий інститут підвищення кваліфікації при Харківському інженерно-економічному інституті за спеціальністю «Менеджмент і маркетинг» та у 2003 р. — Національну юридичну академію України ім. Ярослава Мудрого за спеціальністю «Правознавство».
У 1978 році, отримавши вищу освіту і звання лейтенанта, два роки служить на кордоні з Китаєм, потім — на командних і виховних посадах у Сумському військовому училищі. 
У 1982 році за направленням потрапляє на дійсну службу в органи державної безпеки, а ще через рік закінчує вищі курси військової контррозвідки КДБ СРСР. Він працює на оперативних посадах у військовій контррозвідці Харківського гарнізону. У 1986 році Івана Івановича посилають у відрядження до місту Ташкент, де він на спеціальних курсах КДБ СРСР досконало оволодів мовами фарсі та дарі. Як спеціаліст східних мов, направляється в Афганістан і виконує спецзавдання, бере участь у бойових діях. За мужність і героїзм Іван Мусієнко нагороджений орденом «Червона зірка», Грамотою Президії Верховної Ради СРСР та державними нагородами Демократичної Республіки Афганістан. 
У 1988 році повертається до Харкова, де працює у військовій контррозвідці, а після проголошення незалежності України — на керівних посадах в СБУ, начальником СБУ міста Харків. У 1992 році — при Харківському інженерно-економічному інституті отримує спеціальність «менеджмент і маркетинг», а потім закінчує Національну юридичну академію України ім. Ярослава Мудрого за спеціальністю «правознавство». З 1996 року на науково-педагогічній роботі в навчальному закладі для підготовки юридичних кадрів СБУ. Там він проходить шлях від посади старшого викладача до Першого заступника директора Інституту, а у 2009 році його призначають на посаду начальника Інституту підготовки юридичних кадрів СБУ, який на сьогодні є найкращим підрозділом Національної юридичної академії ім. Ярослава Мудрого. У 2000 році захистив дисертацію та отримав науковий ступінь кандидата військових наук, йому присвоєно вчене звання доцента. Він має більше 50 наукових праць, нагороджений понад 20-ма державними та відомчими нагородами. Указами Президента України Івану Мусієнку в 2008 році присвоєне почесне звання «Заслужений юрист України», а 16 січня 2010 року — вище офіцерське звання — генерал-майор.
У (2013-2014) рр. — Ректор Національної академії Служби безпеки України.

## Автор наукових праць
- Стрілецька зброя спеціального призначення: навч. посіб. / І. І. Мусієнко, І. А. Пегахин, С. В. Черновол ; Нац. юрид. акад. України ім. Ярослава Мудрого, Ін-т підготов. юрид. кадрів для Служби безпеки України. — Х. : Право, 2008. — 75 с. : іл. — Бібліогр. : с. 75 (8 назв). — ISBN 978-966-458-097-4
- Інноваційний розвиток освітньої системи як основа гарантування національної безпеки України: засади, механізми управління, напрями забезпечення: монографія / Мусієнко І. І. ; Чорномор. держ. ун-т ім. Петра Могили . — Х. : Оберіг, 2011. — 367 с. : табл., схеми. — Бібліогр. : с. 330–365 (401назва). — ISBN 978-966-8689-28-4 (в опр.)[3]

## Нагороди та відзнаки
Нагороджений понад 20 урядовими та відомчими нагородами, у тому числі Орден Червоної Зірки, заохочувальними відзнаками Служби безпеки України «Почесна зірка», нагрудний знак «Почесна відзнака Служби безпеки України», «Хрест доблесті» I і II ступенів, медаллю «За мужність та відвагу» та іменною зброєю.